# Ismaïl Ier (Samanides)
Pour les articles homonymes, voir Ismaïl Ier et Ismaïl Ier de Grenade.
Ismaïl ibn Ahmad (mort en novembre 907) est un émir perse samanide de la Transoxiane de 892 à 907 et du Khorassan de 900 à 907. Son règne voit l'émergence des Samanides comme une puissante force. Il était le fils d'Ahmad ibn Asad.

## Biographie
Durant le règne de son frère Nasr Ier, Ismaïl est envoyé prendre la ville de Boukhara qui vient d'être ravagée par les troupes du Khârezm. Les habitants de la ville accueillent Ismaïl à bras ouvert, voyant en lui quelqu'un qui pourrait leur apporter la stabilité.
Peu de temps après, un désaccord sur le lieu où doit être distribué l'argent des taxes entraîne une brouille entre les deux frères. Une guerre s'ensuit, à l'issue de laquelle Ismaïl est victorieux. Bien qu'il  se soit effectivement emparé de l'État, il ne renverse pas formellement son frère, et préfère rester à Boukhara. Il ne le fait pas car Nasr est la seule personne à laquelle le calife de Bagdad ait donné une investiture formelle sur la Transoxiane ; pour le calife, Nasr est le seul dirigeant légitime de la région. De plus, les Saffarides du Sistan ont des vues sur la Transoxiane ; le renversement de Nasr aurait permis au Saffarides d'avoir un prétexte pour une invasion. Ismaïl continue par conséquent de reconnaître formellement Nasr en tant que dirigeant jusqu'à sa mort tardive en  août 892, date à laquelle il prend officiellement le pouvoir.
Ismail est actif au nord et à l'est, étendant progressivement l'influence samanide. En 893, il prend la ville de Talas, capitale des Turcs Qarluq. C'est probablement cette même année qu'il met fin à la dynastie Ustrushana. Sous son règne, il soumet plusieurs États régionaux à l'Est, en en incorporant directement plusieurs dans les frontières de son État et en retenant les dirigeants locaux des autres en tant que vassaux. Le Khârezm du nord est découpé, le sud reste autonome sous l'autorité de ses dirigeants afrigides, tandis que le nord est gouverné par un gouverneur nommé par les Samanides. Une autre campagne en 903 sécurise plus tard les frontières samanides. Ces campagnes gardent le cœur de l'État à l'abri des raids ennemis (notamment turcs), et permet aux missionnaires musulmans d'étendre leurs activités dans la région. 
Même après la mort de Nasr, le calife ne reconnaît pas officiellement son rôle à Boukhara. En  conséquence, le  dirigeant saffâride Amr-i Laith Saffari demande lui-même au calife l'investiture en Transoxiane. Al-Mu'tadid, qui espère secrètement qu'un conflit entre les Samanides et les Saffârides aura pour conséquence la destruction des deux, lui accorde cette requête en 898. 'Amr marche vers le nord avec son armée. Les deux parties se battent, le plus souvent au sud de l'Oxus, jusqu'au printemps 900 où 'Amr est capturé par les Samanides. Ismail veut le rançonner avec les Saffârides, mais ceux-ci refusent. Il envoie donc 'Amr au calife, qui investit alors d'autorité Ismaïl, émir du Khorassan, du Tabaristan, de la ville de Ray et d'Ispahan.
Ismail décide de prendre possession des territoires accordés par le calife en envoyant une armée au Tabaristan, qui était alors gouverné par le Ziyaride Mohammad ibn Zaïd. L'armée samanide défait et tue Mohammad, mais le général d'Ismail, Mohammad ibn Haroun, se révolte. En 901, Ismaïl mène une armée au Tabaristan, forçant Muhammad à fuir au Daylam. Les Samanides prennent alors la région.
Bien qu'Ismaïl continue à envoyer des présents au calife, de coutume, il ne paiera jamais ni de tributs, ni de taxes. Il décidait de façon indépendante, bien qu'il ne prît jamais un titre plus élevé que celui d'émir.
Après une longue maladie, Ismaïl meurt en 907 et son fils Ahmad lui succède.

## Hommage
En 1998, le pic du Communisme est rebaptisé pic Ismail Samani en son honneur.